# Cordillère de Nahuelbuta
La cordillère de Nahuelbuta (en mapuche : « grand jaguar ») est située dans les régions d'Araucanie et du Biobío au Chili.
Elle appartient à un ensemble plus vaste, la cordillère de la Costa. 

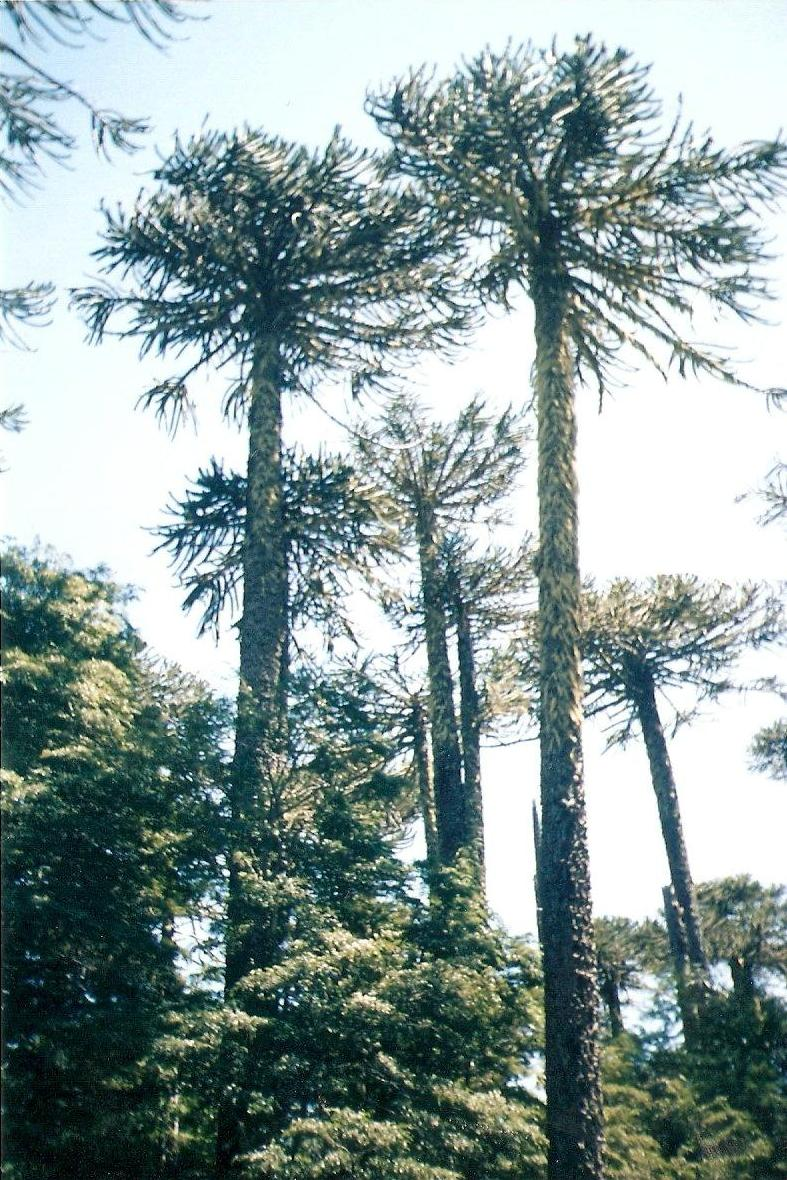
Spécimens d'Araucaria du Chili.

Les innombrables ruisseaux qui descendent de la cordillère des Andes rencontrent la cordillère et, comme il n'existe pas de point de passage, ils sont déviés soit vers le nord, soit vers le sud. On trouve dans la cordillère de Nahueltbuta le parc national Nahuelbuta, où sont présents de très beaux spécimens d'Araucaria araucana. À l'intérieur du parc se trouvent également la Piedra del Águila, Coimallín, Flora La Araucaria.